# No World Order
No World Order sedmi je studijski album njemačkog power metal sastava Gamma Ray. Album je objavljen 10. rujna 2001. godine, a objavila ga je diskografska kuća Sanctuary Records. Snimljen je i glazbeni video za pjesmu "Eagle".

## Popis pjesama
Tekstovi: Kai Hansen, osim gdje je navedeno drugačije. 
| 1.    | »Induction«                |            | 1:01 |
| 2.    | »Dethrone Tyranny«         | Zimmermann | 4:14 |
| 3.    | »The Heart of the Unicorn« |            | 4:46 |
| 4.    | »Heaven or Hell«           |            | 4:16 |
| 5.    | »New World Order«          |            | 5:01 |
| 6.    | »Damn the Machine«         | Zimmermann | 5:04 |
| 7.    | »Solid«                    |            | 4:23 |
| 8.    | »Fire Below«               |            | 5:34 |
| 9.    | »Follow Me«                | Richter    | 4:43 |
| 10.   | »Eagle«                    |            | 6:06 |
| 11.   | »Lake of Tears«            | Richter    | 6:48 |
| 51:56 |                            |            |      |

## Zasluge
Gamma Ray
- Kai Hansen — vokali, gitara, produciranje, inženjer zvuka
- Henjo Richter — gitara, klavijature, dizajn
- Dan Zimmermann —  bubnjevi
- Dirk Schlächter — bas-gitara, producent|produciranje, inženjer zvuka

Ostalo osoblje
- Ralf Lindner — mastering
- Fin Costello — fotografija
- Hervé Monjeaud — omot albuma